# Міністр торгового флоту та острівної політики Греції
Міністр торгового флоту та острівної політики Греції (грец. Υπουργός Εμπορικής Ναυτιλίας και Νησιωτικής Πολιτικής) - голова Міністерства торгового флоту та острівної політики Греції. 2009 року міністерство було злито із економічною секцією Міністерства національної економіки і фінансів із утворенням Міністерства економіки, конкурентоспроможності і торгового флоту Греції, пізніше цілком скасоване. Відновлене 21 червня 2012 року в уряді Антоніса Самараса.

## Список міністрів
| Ім'я                   | Початок повноважень | Кінець повноважень                  | Партія          |
| ---------------------- | ------------------- | ----------------------------------- | --------------- |
| Христос Папуціс        | квітень 2000        | листопад 2001                       | ПАСОК           |
| Георгіос Аномерітіс    | 24 жовтня 2001      | дані відсутні                       | ПАСОК           |
| Маноліс Кефалоінніс    | 10 березня 2004     | дані відсутні                       | Нова Демократія |
| Георгіос Вулгаракіс    | 19 вересня 2007     | 12 вересня 2008 (подав у відставку) | Нова Демократія |
| Анастасіос Папалігурас | 12 вересня 2008     | 6 жовтня 2009                       | Нова Демократія |
| Янніс Діамантідіс      | 7 вересня 2010      | 17 червня 2011                      | ПАСОК           |
| Костас Мусуруліс       | 21 червня 2012      | чинний                              | Нова Демократія |